# Jana Hartmann
Jana Hartmann (* 23. Mai 1981 in Dresden) ist eine ehemalige deutsche Leichtathletin.

## Leben
Die Mittelstreckenläuferin war 2007 Deutsche Hallenmeisterin über 800 Meter. Im selben Jahr nahm sie auch an den Halleneuropameisterschaften in Birmingham teil. 2008 wurde sie in Nürnberg über die 800 Meter Deutsche Meisterin. In diesem Rennen fiel die Zeitmessanlage aus und es war das erste Rennen bei Deutschen Meisterschaften ohne Siegerzeit. Bei der Team-Europameisterschaft 2009 im portugiesischen Leiria stellte Hartmann mit 2:00,71 min ihre persönliche Bestleistung auf und gewann mit der deutschen Mannschaft den Titel. Im selben Jahr nahm sie an den Weltmeisterschaften in Berlin teil. 2010 und 2011 wurde sie sowohl in der Halle als auch im Freien Deutsche Meisterin. Bei den Halleneuropameisterschaften 2011 in Paris schied sie im Halbfinale aus. In der Freiluftsaison erreichte sie bei der Team-Europameisterschaft in Stockholm mit der deutschen Mannschaft den zweiten Platz. 2013 beendete sie ihre Leistungssportkarriere bei den Deutschen Hallenmeisterschaften in ihrer Wahlheimat Dortmund.
Jana Hartmann hatte bei einer Größe von 1,78 m ein Wettkampfgewicht von etwa 60 kg. Sie startete für den LC Erfurt und seit 2007 für die LG Olympia Dortmund und wurde von Pierre Ayadi und Lothar Pöhlitz, später von Marcus Hoselmann, trainiert. Bis 2012 gehörte sie der Sportfördergruppe der Bundespolizei an.
2014 gründete sie mit ihrem Ehemann, Marcus Hoselmann, die Firma upletics (später upletics GmbH).
Die Bundespolizistin ist seitdem nicht nur Teil der Dortmunder Wirtschaft und der Dortmunder Sportlandschaft, sondern setzt sich auch mit sozialem Engagement für viele Projekte in Dortmund ein. Seit 2022 ist sie Co-Trainerin beim LG Olympia Dortmund.

## Erfolge
- 1998: 2. Platz Deutsche Jugendmeisterschaften (300 Meter)
- 2000: 3. Platz Deutsche Jugendmeisterschaften (400 Meter)
- 2001: 2. Platz Deutsche Meisterschaften (4 × 400 Meter)
- 2002: 2. Platz Deutsche Meisterschaften (4 × 400 Meter)
- 2004: 2. Platz Deutsche Meisterschaften (4 × 400 Meter)
- 2005: Deutsche Meisterin (3 × 800 Meter)
- 2007: Deutsche Hallenmeisterin (800 Meter)
- 2008: Deutsche Meisterin (800 Meter), Siegerin beim DecaNation Cup (800 Meter)
- 2010: Deutsche Hallen- und Freiluftmeisterin (800 Meter)
- 2011: Deutsche Hallen- und Freiluftmeisterin (800 Meter), Deutsche Meisterin (3 × 800 Meter)

## Persönliche Bestleistungen
- 60 m: 7,96 s (1999)
- 100 m: 12,28 s (1998)
- 200 m: 25,03 s (2002) / Halle: 25,05 s (1999)
- 400 m (Halle): 54,35 s (27. Februar 2011 in Leipzig)
- 400 m: 54,40 s (2002)
- 600 m: 1:28,51 min (2012) / Halle: 1:28,57 min (2011)
- 800 m: 2:00,71 min (21. Juni 2009 in Leiria)
- 800 m (Halle): 2:02,48 min (29. Januar 2011 in Glasgow)
- 1500 m: 4:25,09 min (8. Juni 2008 in Regensburg)

## Leistungsentwicklung
| Jahr | 800 Meter (in min) | 400 Meter (in s) |
| ---- | ------------------ | ---------------- |
| 1999 | -                  | 55,48            |
| 2000 | -                  | 55,06            |
| 2001 | -                  | 54,95            |
| 2002 | -                  | 54,40            |
| 2003 | 2:12,18            | 55,07            |
| 2004 | 2:05,46            | 56,10            |
| 2005 | 2:03,18            | 55,68            |
| 2006 | 2:04,66            | 56,76            |
| 2007 | 2:03,71            | 55,12            |
| 2008 | 2:02,53            | 56,43            |
| 2009 | 2:00,71            | 56,17            |
| 2011 | 2:00,93            | 54,35            |
| 2012 | 2:02,30            |                  |

## Videos
- Jana Hartmann – Never give up auf Vimeo – Überblick über die sportliche Karriere von Jana Hartmann
- LG Olympia Dortmund: DHM 2013 - Finale 800 m Frauen - Jana Hartmann & Carolin Strophff auf YouTube, 24. Februar 2013, abgerufen am 2. September 2024.